# Ґнойно (Ліпновський повіт)
Ґнойно (пол. Gnojno) — село в Польщі, у гміні Бобровники Ліпновського повіту Куявсько-Поморського воєводства.
Населення — 350 осіб (2011).
У 1975-1998 роках село належало до Влоцлавського воєводства.

## Демографія
Демографічна структура станом на 31 березня 2011 року:
|          | Загалом | Допрацездатний вік | Працездатний вік | Постпрацездатний вік |
| -------- | ------- | ------------------ | ---------------- | -------------------- |
| Чоловіки | 175     | 47                 | 119              | 9                    |
| Жінки    | 175     | 52                 | 104              | 19                   |
| Разом    | 350     | 99                 | 223              | 28                   |